# Episodi di Topolino
Questo elenco è un elenco che contiene tutti gli episodi e le stagioni della serie animata Topolino.

## Prima stagione
La prima stagione della serie animata Topolino, composta da 18 episodi, è stata trasmessa sul canale statunitense Disney Channel dal 28 giugno 2013 al 7 marzo 2014.
In Italia è andata in onda con il primo episodio l'8 luglio 2013. I restanti episodi sono stati trasmessi dal 27 settembre 2013 al 13 giugno 2014.
| nº | Titolo originale      | Titolo italiano              | Prima TV USA     | Prima TV Italia   |
| -- | --------------------- | ---------------------------- | ---------------- | ----------------- |
| 1  | No Service            | Niente servizio              | 28 giugno 2013   | 8 luglio 2013     |
| 2  | Yodelberg             | A Yodelberg                  | 29 giugno 2013   | 27 settembre 2013 |
| 3  | Croissant de Triomphe | Croissant de Triomphe        | 30 giugno 2013   | 4 ottobre 2013    |
| 4  | New York Weenie       | Una salsiccia a piede libero | 5 luglio 2013    | 11 ottobre 2013   |
| 5  | Tokyo Go              | Odissea a Tokyo              | 12 luglio 2013   | 18 ottobre 2013   |
| 6  | Stayin' Cool          | Un po' di fresco             | 19 luglio 2013   | 25 ottobre 2013   |
| 7  | Gasp!                 | Un pesce fuor d'acqua        | 26 luglio 2013   | 15 novembre 2013  |
| 8  | Panda-monium          | Panda-monio                  | 2 agosto 2013    | 8 novembre 2013   |
| 9  | Bad Ear Day           | Le orecchie perdute          | 16 agosto 2013   | 22 novembre 2013  |
| 10 | Ghoul Friend          | Uno scheletro per amico      | 4 ottobre 2013   | 29 novembre 2013  |
| 11 | Dog Show              | Esibizione cinofila          | 11 ottobre 2013  | 9 maggio 2014     |
| 12 | O Sole Minnie         | O' Sole Minni                | 18 ottobre 2013  | 6 dicembre 2013   |
| 13 | Potatoland            | Patatalandia                 | 18 novembre 2013 | 16 maggio 2014    |
| 14 | Sleepwalkin           | Pippo sonnambulo             | 28 novembre 2013 | 30 maggio 2014    |
| 15 | Flipperboobootosis    | Il piede dolente             | 3 gennaio 2014   | 20 giugno 2014    |
| 16 | Tapped Out            | Topolino sul ring            | 10 gennaio 2014  | 27 giugno 2014    |
| 17 | Third Wheel           | Il terzo incomodo            | 14 febbraio 2014 | 4 luglio 2014     |
| 18 | The Adorable Couple   | La coppia adorabile          | 7 marzo 2014     | 13 giugno 2014    |

## Seconda stagione
La seconda stagione della serie animata Topolino, composta da 19 episodi, è stata trasmessa sul canale statunitense Disney Channel dall'11 aprile 2014 al 9 giugno 2015.
In Italia è stata trasmessa dal 6 giugno 2014 in occasione dei Mondiali di calcio 2014, mentre i rimanenti episodi vengono trasmessi dal 10 ottobre 2014 al 3 gennaio 2016.
| nº | Titolo originale    | Titolo italiano                | Prima TV USA      | Prima TV Italia  |
| -- | ------------------- | ------------------------------ | ----------------- | ---------------- |
| 1  | Cable Car Chaos     | Il tram del brivido            | 11 aprile 2014    | 10 ottobre 2014  |
| 2  | Fire Escape         | Al fuoco al fuoco              | 25 aprile 2014    | 17 ottobre 2014  |
| 3  | Eau de Minnie       | Profumo di Minni               | 23 maggio 2014    | 24 ottobre 2014  |
| 4  | O Futebol Clássico  | Samba-calcio                   | 6 giugno 2014     | 6 giugno 2014    |
| 5  | Down the Hatch      | Alla salute!                   | 20 giugno 2014    | 7 novembre 2014  |
| 6  | Goofy's Grandma     | La nonna di Pippo              | 11 luglio 2014    | 14 novembre 2014 |
| 7  | Captain Donald      | Capitan Paperino               | 8 agosto 2014     | 28 novembre 2014 |
| 8  | Mumbai Madness      | Follia a Mumbai                | 26 settembre 2014 | 17 aprile 2015   |
| 9  | The Boiler Room     | Il locale caldaia              | 2 ottobre 2014    | 31 ottobre 2014  |
| 10 | Space Walkies       | Passeggiata nello spazio       | 7 novembre 2014   | 24 aprile 2015   |
| 11 | Mickey Monkey       | Topolino scimmia               | 18 novembre 2014  | 18 novembre 2014 |
| 12 | Clogged             | Minni olandesina               | 12 dicembre 2014  | 1º maggio 2015   |
| 13 | Goofy's First Love  | Pippo e il primo amore         | 9 gennaio 2015    | 8 maggio 2015    |
| 14 | Doggone Biscuits    | I biscottini di Pluto          | 16 gennaio 2015   | 15 maggio 2015   |
| 15 | Workin' Stiff       | Pippo e il colloquio di lavoro | 20 febbraio 2015  | 22 maggio 2015   |
| 16 | Al Rojo Vivo        | Attenti al rosso!              | 27 marzo 2015     | 29 maggio 2015   |
| 17 | Bottle Shocked      | Un brindisi alla vittoria!     | 24 aprile 2015    | 5 giugno 2015    |
| 18 | A Flower for Minnie | Un fiore per Minni             | 29 maggio 2015    | 18 novembre 2015 |
| 19 | Bronco Busted       | Il rodeo                       | 9 giugno 2015     | 3 gennaio 2016   |

## Terza stagione
La terza stagione della serie animata Topolino, composta da 20 episodi, è trasmessa sul canale statunitense Disney Channel dal 17 luglio 2015 al 29 luglio 2016.
In Italia è stata trasmessa dal 18 novembre 2015 con due nuovi corti e i restanti episodi vengono trasmessi dall'11 marzo al 5 agosto 2016. Il corto Gioco leale è stato trasmesso in Italia il 5 agosto 2016 in occasione della 31ª edizione dei giochi olimpionici che si sono tenuti quello stesso giorno a Rio de Janeiro.
| nº | Titolo originale    | Titolo italiano          | Prima TV USA      | Prima TV Italia  |
| -- | ------------------- | ------------------------ | ----------------- | ---------------- |
| 1  | Coned               | Il collare               | 17 luglio 2015    | 11 marzo 2016    |
| 2  | One Man Band        | L'orchestrante di strada | 14 agosto 2015    | 18 marzo 2016    |
| 3  | Wish Upon a Coin    | Il pozzo dei desideri    | 21 agosto 2015    | 25 marzo 2016    |
| 4  | Movie Time          | Serata cinema            | 11 settembre 2015 | 1 aprile 2016    |
| 5  | Shifting Gears      | Surf, che passione!      | 19 settembre 2015 | 8 aprile 2016    |
| 6  | Black and White     | Bianchi dalla paura      | 2 ottobre 2015    | 18 novembre 2015 |
| 7  | ¡Feliz Cumpleaños!  | Buon compleanno!         | 18 novembre 2015  | 18 novembre 2015 |
| 8  | Wonders of the Deep | Meraviglie degli abissi  | 26 novembre 2015  | 15 aprile 2016   |
| 9  | Road Hogs           | Pirati della strada      | 11 dicembre 2015  | 22 aprile 2016   |
| 10 | No                  | No                       | 8 gennaio 2016    | 10 marzo 2017    |
| 11 | Roughin' It         | Tre amici in campeggio   | 22 gennaio 2016   | 6 maggio 2016    |
| 12 | Dancevidaniya       | Dancevidaniya            | 5 febbraio 2016   | 4 marzo 2016     |
| 13 | Couple's Sweaters   | Maglioni di coppia       | 12 febbraio 2016  | 29 aprile 2016   |
| 14 | Turkish Delights    | Dolcetti turchi          | 18 marzo 2016     | 17 marzo 2017    |
| 15 | Sock Burglar        | Il ladro di calzini      | 15 aprile 2016    | 24 marzo 2017    |
| 16 | Ku'u Lei Melody     | Melodia hawaiana         | 22 aprile 2016    | 14 ottobre 2017  |
| 17 | Entombed            | Avventura in Egitto      | 13 maggio 2016    | 17 ottobre 2017  |
| 18 | No Reservations     | Nessuna prenotazione     | 3 giugno 2016     | 12 ottobre 2017  |
| 19 | Split Decision      | Doppia decisione         | 9 giugno 2016     | 9 giugno 2017    |
| 20 | Good Sports         | Gioco leale              | 29 luglio 2016    | 5 agosto 2016    |

## Corti speciali
| nº | Titolo originale                                                | Titolo italiano                                                  | Prima TV USA    | Prima TV Italia  |
| -- | --------------------------------------------------------------- | ---------------------------------------------------------------- | --------------- | ---------------- |
| 1  | Duck the Halls: A Mickey Mouse Christmas Special                | Un Natale per Paperino                                           | 9 dicembre 2016 | 23 dicembre 2016 |
| 2  | The Scariest Story Ever: A Mickey Mouse Halloween Spooktacular! | Storie da brivido con Topolino per un Halloween superspaventoso! | 8 ottobre 2017  | 31 ottobre 2017  |

## Quarta stagione
La quarta stagione della serie animata Topolino, composta da 19 episodi, è trasmessa sul canale statunitense Disney Channel dal 9 giugno 2017 al 14 luglio 2018.
In Italia è andata in onda dal 15 novembre 2017 al'8 luglio 2018. Gli episodi dal 15 al 19, che non sono mai stati trasmessi in Italia, sono stati pubblicati in esclusiva su Disney+ il 24 marzo 2020.
| nº | Titolo originale    | Titolo italiano               | Prima TV USA      | Prima TV Italia  |
| -- | ------------------- | ----------------------------- | ----------------- | ---------------- |
| 1  | Swimmin' Hole       | Uno stagno per l'estate       | 9 giugno 2017     | 15 aprile 2018   |
| 2  | Canned              | Un vero gentiluomo            | 23 giugno 2017    | 1 aprile 2018    |
| 3  | Touchdown and Out   | Una partita a football        | 14 luglio 2017    | 22 aprile 2018   |
| 4  | Locked in Love      | Il lucchetto dell'amore       | 28 luglio 2017    | 29 aprile 2018   |
| 5  | Bee Inspired        | Quando c'è l'ispirazione...   | 11 agosto 2017    | 6 maggio 2018    |
| 6  | Shipped Out         | Una crociera da incubo        | 25 agosto 2017    | 13 maggio 2018   |
| 7  | Three-Legged Race   | Lealtà e correttezza          | 15 settembre 2017 | 20 maggio 2018   |
| 8  | Nature's Wonderland | Che meraviglia la natura!     | 6 ottobre 2017    | 17 giugno 2018   |
| 9  | The Birthday Song   | La canzone di buon compleanno | 16 novembre 2017  | 18 novembre 2017 |
| 10 | The Perfect Dream   | Il sogno perfetto             | 22 dicembre 2017  | 27 maggio 2018   |
| 11 | Feed the Birds      | Un uccellino affamato         | 12 gennaio 2018   | 24 giugno 2018   |
| 12 | Carnaval            | Carnaval                      | 3 febbraio 2018   | 15 luglio 2018   |
| 13 | Year of the Dog     | L'anno del cane               | 10 febbraio 2018  | 1 luglio 2018    |
| 14 | The Fancy Gentleman | Il gentiluomo                 | 10 marzo 2018     | 8 luglio 2018    |
| 15 | New Shoes           | Nuovi Panni                   | 13 aprile 2018    | 24 marzo 2020    |
| 16 | Springtime          | Fuga dalla Primavera          | 12 maggio 2018    | 24 marzo 2020    |
| 17 | Dumb Luck           | Una bella sfortuna            | 8 giugno 2018     | 24 marzo 2020    |
| 18 | Flushed!            | Scaricato!                    | 30 giugno 2018    | 24 marzo 2020    |
| 19 | Roll 'em            | Si Gira!                      | 14 luglio 2018    | 24 marzo 2020    |

## Quinta stagione
La quinta e ultima stagione della serie animata Topolino è trasmessa sul canale statunitense Disney Channel dal 6 ottobre 2018 al 20 luglio 2019.
In Italia è andata in onda dal 5 al 27 novembre 2019.
| nº | Titolo originale         | Titolo italiano            | Prima TV USA     | Prima TV Italia  |
| -- | ------------------------ | -------------------------- | ---------------- | ---------------- |
| 1  | Amore Motore             | Amore motore               | 6 ottobre 2018   | 5 novembre 2019  |
| 2  | A Pete Scorned           | Acerrimi nemici            | 20 ottobre 2018  | 4 novembre 2019  |
| 3  | House Painters           | Gli imbianchini            | 3 novembre 2018  | 6 novembre 2019  |
| 4  | Surprise!                | Sorpresa                   | 18 novembre 2018 | 18 novembre 2018 |
| 5  | Hats Enough              | Basta cappelli             | 7 dicembre 2018  | 7 novembre 2019  |
| 6  | Safari, So Good          | Un benevolo safari         | 11 gennaio 2019  | 12 novembre 2019 |
| 7  | For Whom the Booth Tolls | Un pedaggio da incubo      | 9 febbraio 2019  | 11 novembre 2019 |
| 8  | Outta Time               | Fuori tempo                | 23 febbraio 2019 | 13 novembre 2019 |
| 9  | My Little Garden         | Il mio giardinetto         | 9 marzo 2019     | 8 novembre 2019  |
| 10 | You, Me and Fifi         | Tu, io e Fifi              | 23 marzo 2019    | 14 novembre 2019 |
| 11 | Outback at Ya!           | Il boomerang               | 6 aprile 2019    | 15 novembre 2019 |
| 12 | Our Homespun Melody      | La nostra semplice melodia | 20 aprile 2019   | 19 novembre 2019 |
| 13 | Over the Moon            | Prigionieri della luna     | 4 maggio 2019    | 20 novembre 2019 |
| 14 | Easy Street              | Pluto geloso               | 18 maggio 2019   | 25 novembre 2019 |
| 15 | Two Can't Play           | La partita a tennis        | 8 giugno 2019    | 21 novembre 2019 |
| 16 | Our Floating Dreams      | Sogni volanti              | 22 giugno 2019   | 22 novembre 2019 |
| 17 | Gone to Pieces           | In mille pezzi             | 6 luglio 2019    | 27 novembre 2019 |
| 18 | Carried Away             | Un regalo speciale         | 20 luglio 2019   | 26 novembre 2019 |